# Калаба, Рейнфорд
Ре́йнфорд Калаба́ (англ. Rainford Kalaba; 14 августа 1986, Китве-Нкана) — замбийский футболист, полузащитник. Бывший игрок сборной Замбии.

## Карьера

### В клубах
Футбольную карьеру Рейнфорд начинал в местных клубах — «Африспорт» и «Китве Юнайтед». Затем переехал во Францию, где выступал за вторую команду «Ниццы». После окончания сезона вернулся на родину, в «ЗЕСКО Юнайтед». С этой командой Калаба стал победителем чемпионата Замбии и обладателем Кубка страны и Кубка Кока-колы. С 2008 по 2010 год Рейнфорд играл в Португалии, за «Спортинг» из Браги, «Жил Висенте» и «Униан Лейрию». В двух последних Калаба выступал на правах аренды, за «Спортинг» он сыграл лишь один матч. 6 августа 2009 года в 3-м квалификационном раунде Лиги Европы он вышел на замену на 34-й минуте вместо Родриго Поссебона. 2010 год игрок провёл в «Замалеке», с 2011 выступает за «ТП Мазембе».

### В сборной
В национальной сборной Замбии Рейнфорд Калаба дебютировал в 2005 году. За всё время выступлений он принял участие в четырёх Кубках африканских наций. В 2012 году стал чемпионом Африки. На турнире он сыграл 6 матчей и забил 1 гол. В финальном поединке со сборной Кот-д’Ивуара в серии послематчевых пенальти Рейнфорд не реализовал одиннадцатиметровый удар.

## Достижения
«ЗЕСКО Юнайтед»
- Обладатель Кубка Замбии: 2006
- Чемпион Замбии: 2007
- Обладатель Кубка Кока-колы: 2007

Замбия
- Победитель Кубка африканских наций: 2012